# Rali Rota dos Vinhos Verdes
Rali Rota dos Vinhos Verdes é um rali que ocorre em Portugal.
Trata-se de um rally histórico de regularidade para automóveis antigos, clássicos e históricos, que se realiza anualmente na chamada Região dos Vinhos Verdes em Portugal.
A sua 1ª Edição ocorreu em 22 de Julho de 2006 e resulta de uma parceria entre a Associação Humanitária B.V. Tirsenses (Amarelos) e o Clube Português de Automóveis Antigos.
Pretende também promover a Rota dos Vinhos Verdes,criada sob a égide da respectiva Comissão de Viticultura e o Vinho Verde, produto único no Mundo com as suas características.
A 21 de Julho de 2007 ocorreu a 2ª Edição e com carácter de continuidade a contar para os Nacionais disputados através dos Troféu Francisco Castro Alves e Classic Cup, envolvendo as vertentes desportiva e turística.
Ambas as duas primeiras Edições estiveram centradas em Santo Tirso.
De 25 a 27 de Julho de 2008 realizou-se o 3.º Rali Rota dos Vinhos Verdes, de igual modo contando para a disputa do Troféu Francisco Castro Alves.
Esta 3ª Edição percorreu um trajecto de eleição pela Região do Alto Minho e pelo Parque Nacional da Peneda Gerês, culminando aqui numa das Aldeias de Portugal-Castro Laboreiro.
Esteve centrado também numa das mais belas cidades de Portugal-Barcelos.